# Stavros Theodorakis
Stavros Theodorakis (Grieks:Σταύρος Θεοδωράκης) (Drapanias, West-Kreta, 1963) is een Griekse journalist en politicus. Hij is de oprichter en leider van de politieke partij To Potami.

## Carrière
In 1984 startte hij zijn journalistieke loopbaan. Hij werkte voor diverse radiozenders en voor kranten als Eleftherotypia. Hij werd een bekende televisiepersoonlijkheid in Griekenland. In de periode 1985-1987 werkte hij met zigeuners. Hij schreef ook drie boeken. In 2000 begon hij een eigen show, Protagonists. Ook schreef hij columns voor de weekendeditie van Ta Nea. In 2006 werd hij werkzaam bij het televisiestation Mega Channel.
In 2014 richtte Theodorakis zijn eigen politieke partij op, To Potami. Bij de parlementsverkiezingen van januari 2015 behaalde zijn partij  17 van de driehonderd zetels in het Griekse parlement.
- Gemeinsame Normdatei: 1022419684
- International Standard Name Identifier: 0000 0000 3404 5814
- Library of Congress Control Number: n2003052037
- Virtual International Authority File: 60918803
- WorldCat: E39PBJth8JmWvdjxycCQkgcMfq